# 李德脩
李德脩（?—?），唐朝官员，出自赵郡李氏，李栖筠之孙，李吉甫的儿子，李德裕的兄弟。
李德脩有志操，唐敬宗宝历年间为膳部员外郎。张仲方入朝为谏议大夫，李德脩不愿意和他同朝，于是请求外放地方，历任舒州（今安徽省潜山市）刺史、湖州（今浙江省湖州市）刺史、楚州（今江苏省淮安市）刺史。在楚州刺史任上去世，赠礼部尚书。